# Gmina Botkyrka
Gmina Botkyrka (szw. Botkyrka kommun) – gmina w Szwecji, w regionie Sztokholm, z siedzibą w Tumba.
Pod względem zaludnienia Botkyrka jest 23. gminą w Szwecji. Zamieszkuje ją 75 830 osób, z czego 50% to kobiety (37 917) i 50% to mężczyźni (37 913). W gminie zameldowanych jest 11 572 cudzoziemców. Na każdy kilometr kwadratowy przypada 386,89 mieszkańca. Pod względem wielkości zajmuje 250. miejsce.

## Przypisy

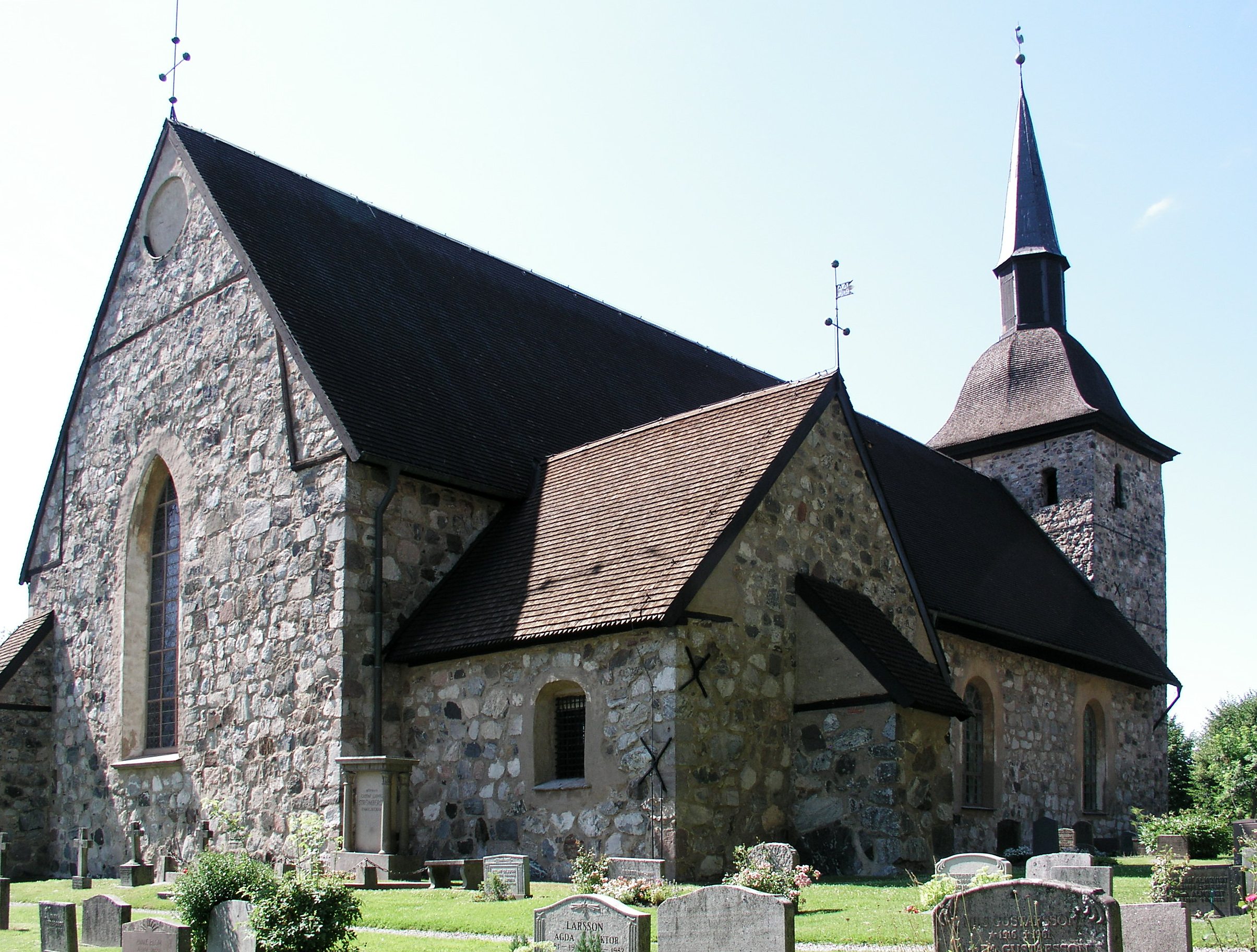
Kościół w Botkyrka